# Patlabor (OAV 1990)
Patlabor (機動警察パトレイバー?, Kidō keisatsu Patlabor, lett. "Polizia mobile Patlabor"), o Patlabor New OVA, è la seconda serie di OAV appartenente alla saga di Patlabor creata dal gruppo Headgear.
Uscita fra il 22 novembre 1990 e il 23 aprile 1992, dopo la serie TV del 1989 ed il primo film, la seconda serie OAV di 16 episodi, si propone nella prima parte come un sequel della serie televisiva, dando una conclusione alla vicenda del Griffon, lasciata in sospeso. Gli altri episodi invece sono di stampo principalmente umoristico, e si incentrano sulla vita quotidiana della Seconda Sezione mostrando occasionalmente delle operazioni in cui è coinvolta la squadra.

## Edizione italiana
Le due serie OAV (quella del 1988 e questa) sono state le prime a giungere in Italia, nel 1994, importate dalla Yamato Video e pubblicate in VHS, nonché le uniche trasmesse su canali televisivi in chiaro: la loro prima TV è avvenuta sul circuito Europa 7 dal 5 ottobre 1998, e in seguito sono state replicate su altre reti locali e su Italia Teen Television. Per le prime messe in onda è stata utilizzata la sigla Patlabor, scritta da Stefano Bersola e Massimo Parretti (ispirandosi liberamente alla prima sigla originale della serie televisiva, Sono mama no kimi de ite) e cantata dallo stesso Stefano Bersola; nelle repliche seguenti è stata rimpiazzata dalle sigle originali giapponesi.
Nel 2006 le due serie sono state ripubblicate sempre dalla Yamato Video in DVD insieme alla serie televisiva. Dal 19 settembre 2013 vengono pubblicate per lo streaming su internet sul canale di YouTube Yamato Animation.

## Episodi
| Nº | Titolo italiano Giapponese 「Kanji」 - Rōmaji | In onda           | In onda |
| Nº | Titolo italiano Giapponese 「Kanji」 - Rōmaji | Giapponese        |         |
| 1  | Il ritorno del Griffon 「グリフォン復活」 - Gurifon fukkatsu | 22 novembre 1990  |         |
| 1  | La Seconda Squadra Veicoli Speciali disinnesca una bomba dovuta ad un atto terroristico mentre il Griffon torna in azione nella baia di Tokyo e batte facilmente gli AVZero, detti anche Peacemaker, del primo plotone. |                   |         |
| 2  | Una giornata disastrosa 「災厄の日」 - Saiyaku no hi | 25 dicembre 1990  |         |
| 2  | Noa è alle prese con un terribile mal di denti che le impedisce di svolgere quotidianamente il suo lavoro in polizia. |                   |         |
| 3  | Shaft al contrattacco 「逆襲のシャフト!」 - Gyakushū no shafuto | 24 gennaio 1991   |         |
| 3  | La Seconda Squadra Veicoli Speciali si addestra in vista del difficile scontro che le aspetta contro il Griffon. |                   |         |
| 4  | 90% di audience 「視聴率90%」 - Shichō ritsu 90% | 21 febbraio 1991  |         |
| 4  | Un programma storico per bambini sta per chiudere i battenti dopo venti anni. Uno dei conduttori, spaventato per la disoccupazione che otterrà il giorno dopo la fine della trasmissione, tiene in ostaggio altri due volti della trasmissione. Per liberarli chiede agli studi televisivi un congruo riscatto.                                     |                   |         |
| 5  | Il più grande duello della storia 「史上最大の決戦」 - Shijō saidai no kessen | 25 aprile 1991    |         |
| 5  | Mentre Noa affronta di nuovo il Griffon, Kanuka accorre in suo aiuto con il labor Zero, e Takeo indaga sul coinvolgimento di Utsumi riguardo alla vicenda del Griffon. |                   |         |
| 6  | Tre stelle nere 「黒い三連星」 - Kuroi sarensē | 23 maggio 1991    |         |
| 6  | La Seconda Squadra Veicoli Speciali è alla ricerca di un terrorista di cui l'unico indizio sono soltanto tre stelle nere sotto il braccio destro. La ricerca dell'individuo costringerà la squadra a recarsi in un bagno pubblico, dove i loro tentativi di trovare il segno distintivo del ricercato avranno conseguenze imprevedibili ed assurde. |                   |         |
| 7  | Game over 「GAME OVER」 - GAME OVER | 23 giugno 1991    |         |
| 7  | Lo scontro tra Noa ed il Griffon si avvia alla conclusione. Takeo ritrova Utsumi dopo i loro trascorsi ad Hong Kong ma non riesce ad arrestarlo. |                   |         |
| 8  | Sette giorni di fuoco 「火の七日間」 - Hi no nana nichikan | 25 luglio 1991    |         |
| 8  | Il capo dei meccanici Sakaki scopre riviste a luci rosse nascoste per l'hangar e le fa bruciare. Limita così ogni tipo di svago creando tra i suoi sottoposti ogni tipo di caos e malumore. |                   |         |
| 9  | VS (Versus) 「VS(バーサス)」 - VS (Bāsasu) | 22 agosto 1991    |         |
| 9  | Una festa riservata ai soli membri della Seconda Sezione Veicoli Speciali finisce in una tremenda sbornia a suon di sakè più la rivalità senza fine tra Takeo e Kanuka. |                   |         |
| 10 | Amnesia 「その名はアムネジア」 - Sono na wa amunejia | 26 settembre 1991 |         |
| 10 | Asuma ordisce un terribile scherzo ai danni di Ota dopo che questi ha perso la memoria. |                   |         |
| 11 | Goma che arrivò in un giorno di pioggia 「雨の日に来たゴマ」 - Ame no hi ni ki ta goma | 21 novembre 1991  |         |
| 11 | Asuma, Noa ed Hiromi si prendono cura di una gattina trovata nei dintorni dell'hangar tutta bagnata dalla pioggia, ad insaputa di tutto il resto del plotone. L'animale provocherà non pochi problemi, finendo perfino per infilarsi dentro il labor Alphonse di Noa proprio mentre la squadra è chiamata sul campo.                                |                   |         |
| 12 | Karuizawa per due 「二人の軽井沢」 - Ni nin no karuizawa | 19 dicembre 1991  |         |
| 12 | Per la pioggia troppo intensa i capitani Goto e Nagumo sono costretti a interrompere il viaggio verso casa in auto e pernottare in albergo. Ma trovano solo un hotel riservato alle coppie. |                   |         |
| 13 | Ancora nei sotterranei 「ダンジョン再び」 - Danjon futatabi | 23 gennaio 1992   |         |
| 13 | La Seconda Squadra deve tornare nei labirinti dei sotterranei recuperare tre meccanici attratti da un'improvvisa fonte facile di guadagno. |                   |         |
| 14 | Rondò nella neve 「雪のロンド」 - Yuki no rondo | 20 febbraio 1992  |         |
| 14 | Asuma ritrova Kashima, vecchia fiamma ai tempi del liceo. |                   |         |
| 15 | La ragazza venuta dalle stelle 「星から来た女」 - Hoshi kara ki ta onna | 19 marzo 1992     |         |
| 15 | Noa si ritrova a far parte di una strana organizzazione, della quale fan parte anche i suoi colleghi, impegnata a difendere la Terra contro un'invasione aliena. |                   |         |
| 16 | Secondo plotone, nulla da segnalare 「第二小隊異状なし」 - Dai ni shōtai ijō nashi | 23 aprile 1992    |         |
| 16 | Asuma rivela a Noa qualcosa di importante sul suo passato, Takeo può diventare il capitano del terzo plotone che sta per istituirsi, mentre Sakaki coltiva un improvviso interesse per i computer. |                   |         |

Sigle di apertura
- コンディション・グリーン～緊急発進～ (?, Condition Green ~Kinkyō hasshin~, "Condition Green - Partenza d'emergenza"), di Hiroko Kasahara (ep. 1-5)
- 守りたいの (?, Mamoritai no, "Ti voglio proteggere"), di Miina Tominaga (ep. 6-9)
- YOU ARE THE ONE, di DAIZO (ep. 10-13)
- IDLING For YOU, di Norihiko Tanimoto (eps. 14-16)

Sigle di chiusura
- パラダイスの確率 (?, Paradise no kakuritsu, "Possibilità di Paradiso"), di JA JA (ep. 1-4)
- マイペース～MyWayMyPace～ (MY PACE ~MY WAY MY PACE~?), di Miina Tominaga (ep. 5-9)
- 100カラットの未来 (?, Hyaku karatto no mirai), di Hyoudou Mako (ep. 10-13)
- LONG SILENCE, di DYNAMITE SHIGE (ep. 14-16)